# Ononis natrix

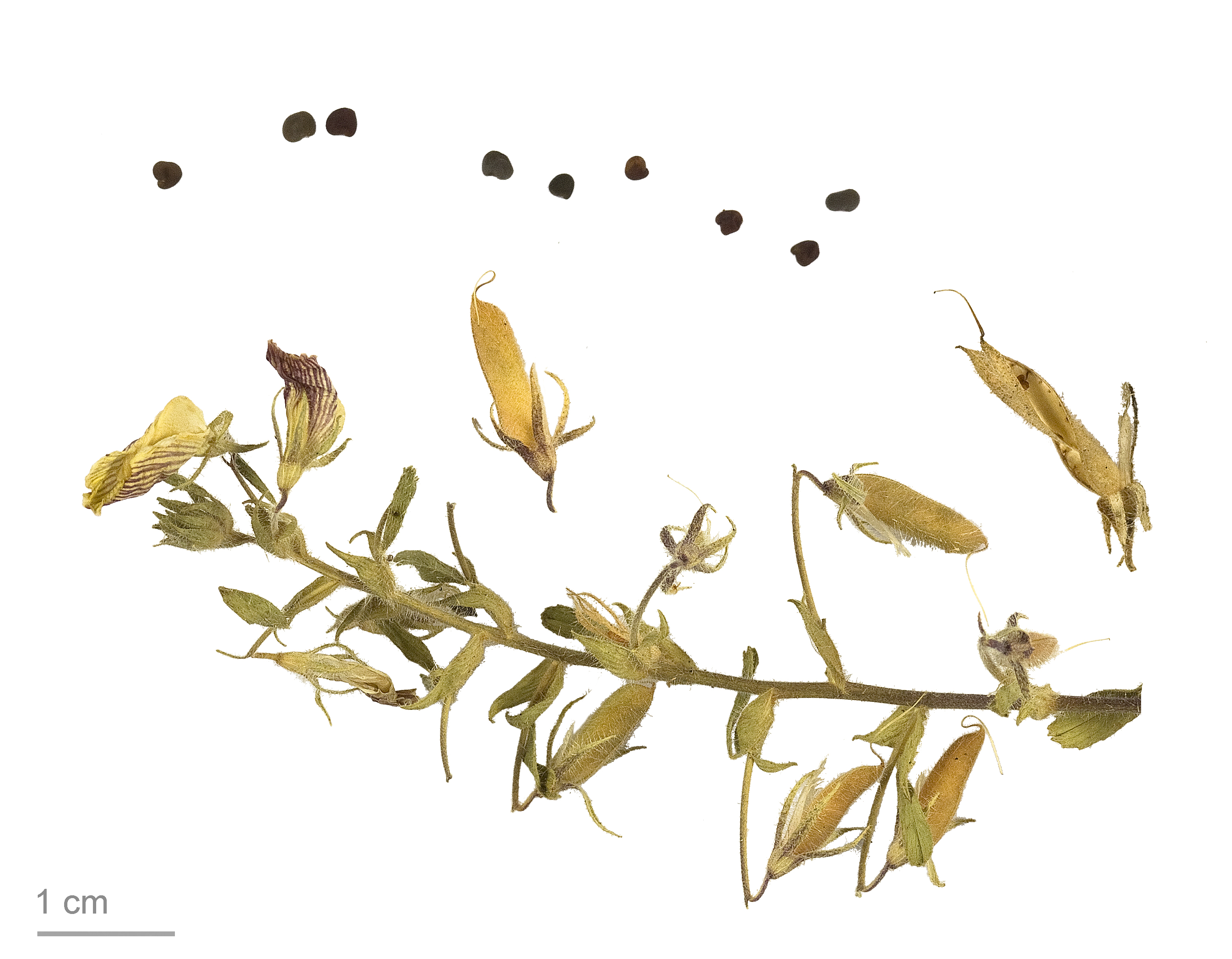
Ononis natrix

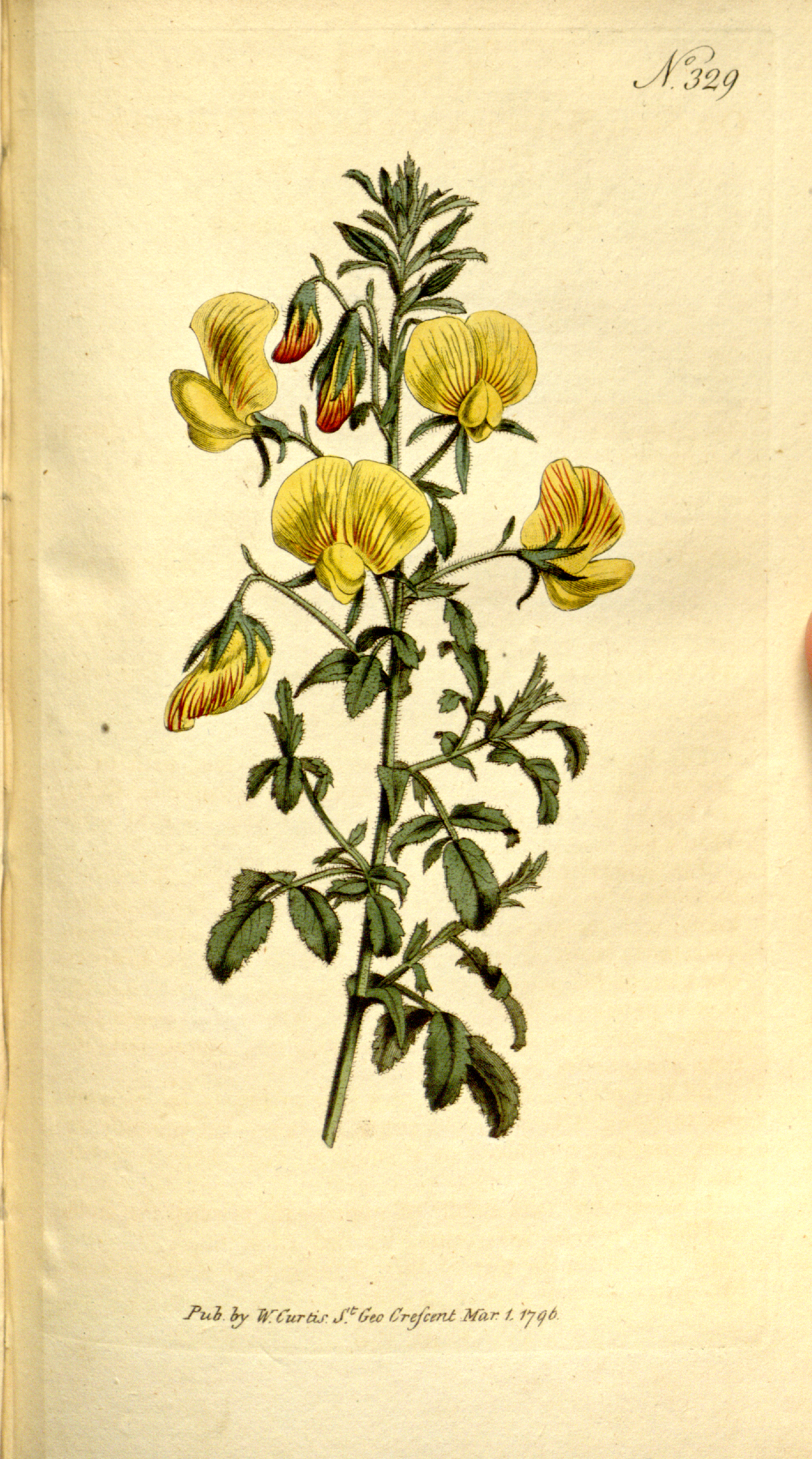
Ilustración

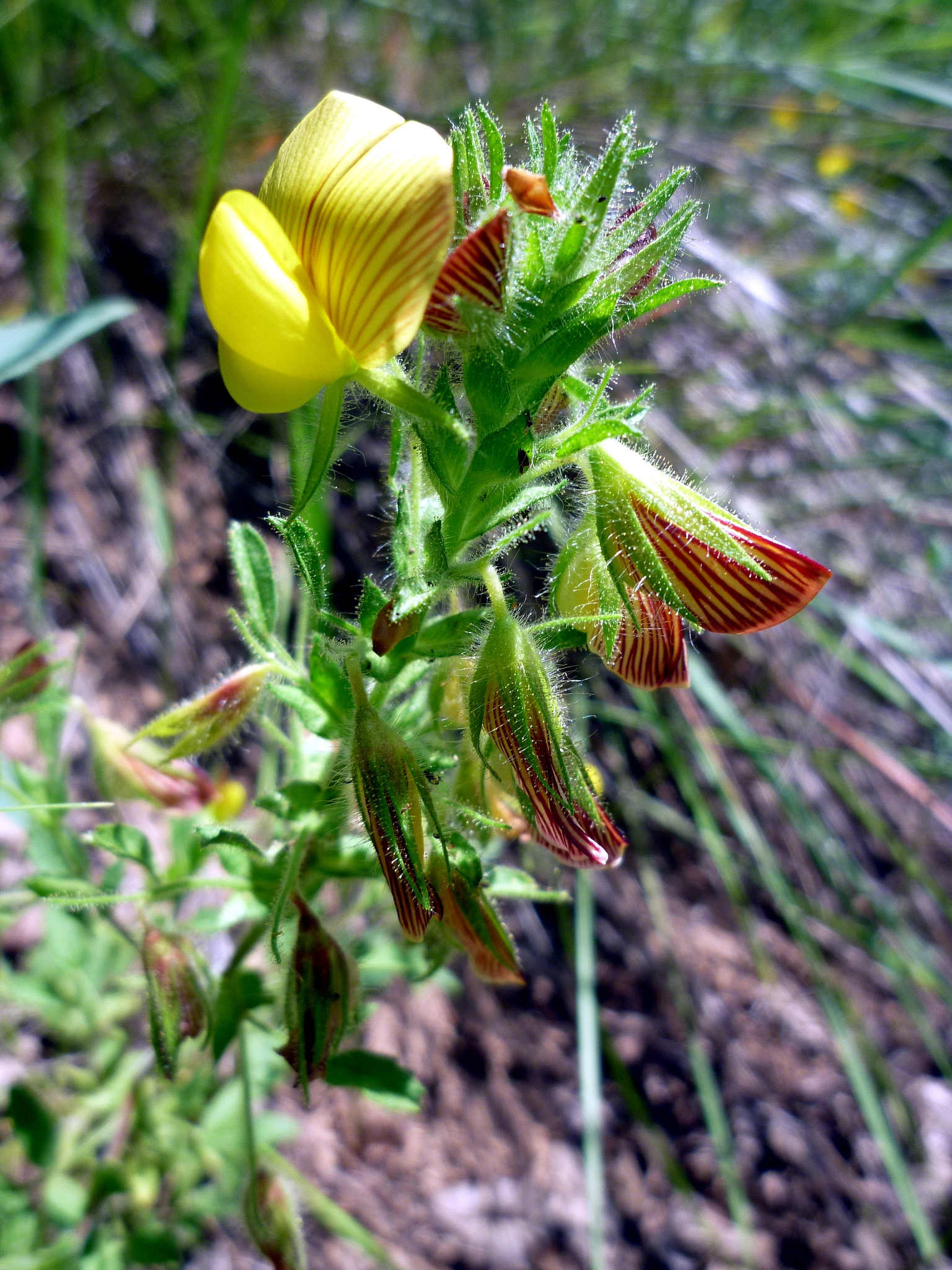
Vista de la planta

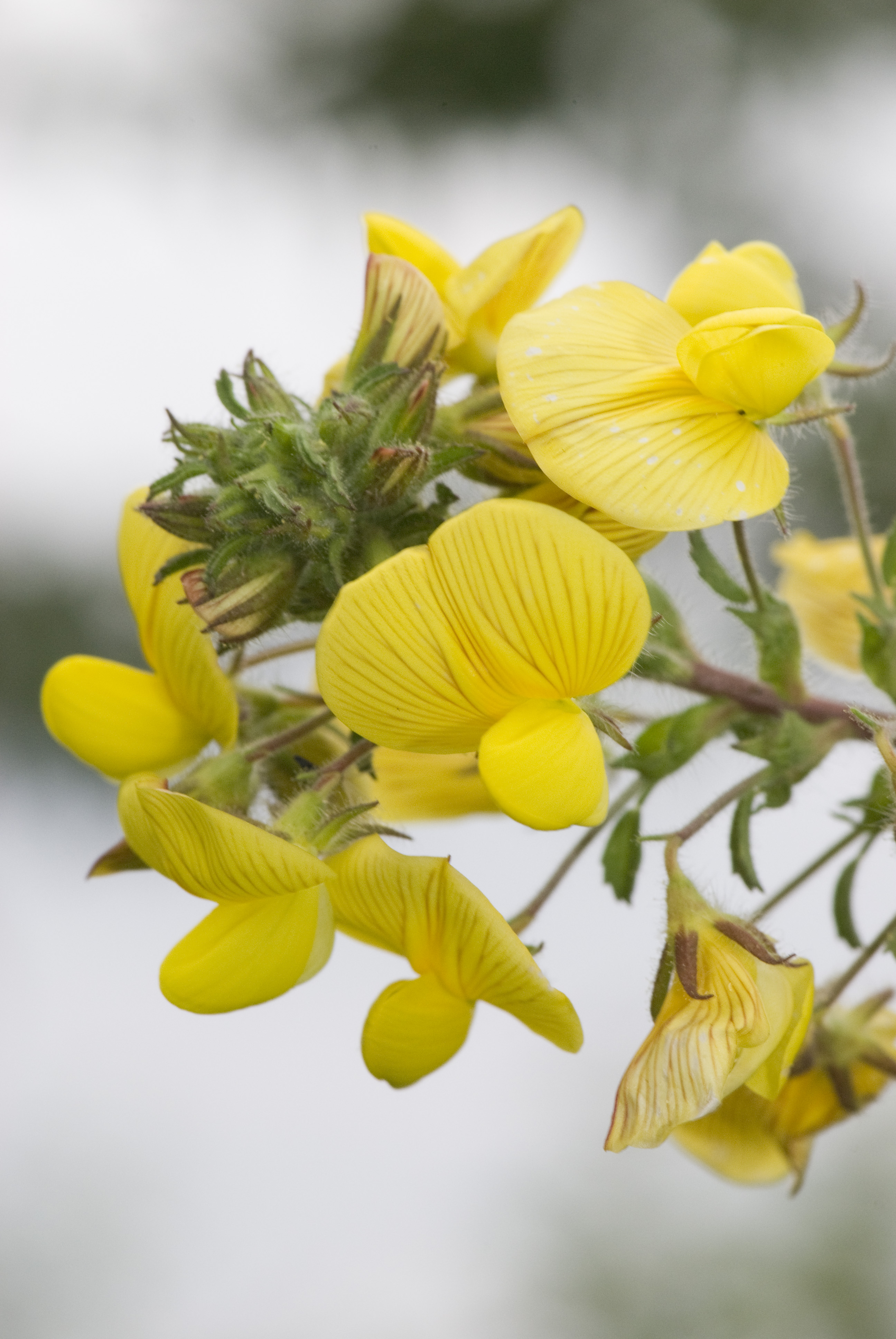
Flores

Pegamoscas, melera o gavó (Ononis natrix), herbácea de la familia de las Papilionáceas, orden de las Fabales.

## Morfología
- Su forma biológica  es la de un caméfito sufruticoso.
- Tallos de hasta 7 dm, en general abundantemente ramificados desde la base, erectos o ascendentes, glabrescentes, puberulento-glanduloso o pubescente-glandulosos.
- Hojas trifoliadas, de peciolo corto, con foliolos ovalados y bastamente dentados.
- Flores amarillas, solitarias de hasta 2 cm, con el estandarte mostrando muchas veces venas rojizas. Cáliz de 4-17 mm, campunulado, glabro, puberulento-glanduloso o pubescente-glanduloso, generalmente con pecíolo y pelos glandulares; tubo de 1,3-4 mm; dientes de 2,3-4 mm, lineares o linear-lanceolados, trinervados. Corola de 9-25 mm, dos-tres veces tan larga como el cáliz; estándar amarillo, con nervios violetas o rojizos; alas y quilla amarillentas o blanco-amarillentas.
- El fruto es una legumbre de 10-25 mm, exerta, linear, péndula, pubescente-glandulosa, con 2-27 semillas.

## Hábitat
Se encuentra en zonas costeras, secas y arenosas.

## Endemia
Costas del Mediterráneo. En España es característica del Sureste, en zonas como Cabo de Gata o Punta Entinas-Sabinar. También aparece en Cataluña y el Algarve portugués.

## Subespecies
- Ononis natrix subsp. natrix aparece en casi toda el área mediterránea no estépica de Marruecos, Argelia y Túnez.
- Ononis natrix subsp. ramosissima está ampliamente repartida casi por toda el área mediterránea de semiárida a subhúmeda, desde las dunas litorales hasta la baja y media montaña desde Marruecos hasta Libia.
- Ononis natrix subsp. angustissima vive en terrenos arenosos litorales de Marruecos oriental y Argelia occidental, en el litoral atlántico desde el SW de Casablanca hasta el Sahara .

## Taxonomía
Ononis natrix fue descrita por Carlos Linneo y publicado en Species Plantarum 2: 717–718. 1753.
Etimología
Ononis: nombre genérico que deriva del nombre griego clásico utilizado por Plinio el Viejo para Ononis repens, una de las varias plantas del Viejo Mundo que tiene tallos leñosos, flores axilares de color rosa o púrpura y hojas trifoliadas con foliolos dentados.
natrix: epíteto latíno que significa "culebra de agua"
Variedades aceptadas
- Ononis natrix subsp. angustissima (Lam.) Sirj.
- Ononis natrix subsp. arganietorum (Maire) Sirj.
- Ononis natrix subsp. candeliana (Maire) Maire
- Ononis natrix subsp. falcata (Viv.) Sirj.
- Ononis natrix subsp. filifolia (Murb.) Sirj.
- Ononis natrix subsp. hispanica (L.f.) Cout.
- Ononis natrix subsp. mauritii (Maire & Sennen) Sirj.
- Ononis natrix subsp. polyclada (Murb.) Sirj.
- Ononis natrix subsp. prostrata (Braun-Blanq. & Wilczek) Sirj.
- Ononis natrix subsp. ramosissima (Desf.) Batt.

Sinonimia
- Natrix pinguis Moench
- Ononis ambigua Lange
- Ononis arachnoidea Lapeyr.
- Ononis arenaria DC.
- Ononis foliosa Willk. & Costa
- Ononis heterophylla Scheele
- Ononis hispanica L.f.
- Ononis inaequifolia DC.
- Ononis picta Desf.
- Ononis pinguis L.
- Ononis pyrenaica Willk. & Costa
- Ononis ramosissima var. arenaria (DC.) Godr. in Gren. & Godr.[4]

## Nombre común
- Castellano: anonis, beluda, cardo meleño, flor de culebra, garbanceros, gatuña, hierba culebra, hierba melera, melera, melosa, pegamoscas, peluda, tarraga, tàrraga, tárraga, yerba culebra, yerba de grandes flores, yesca.[5]